# Somelier

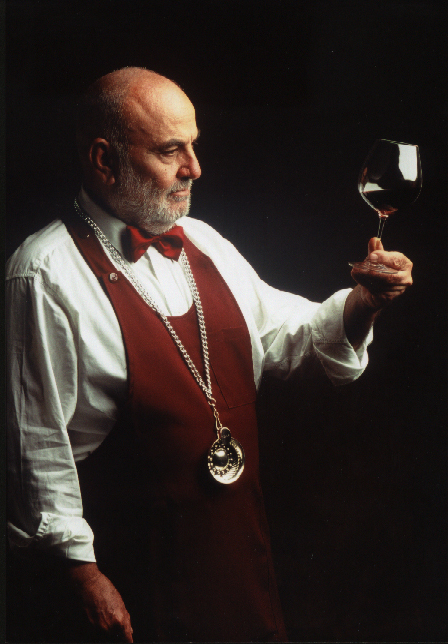
Un somelier cu un fr atârnat de gât.

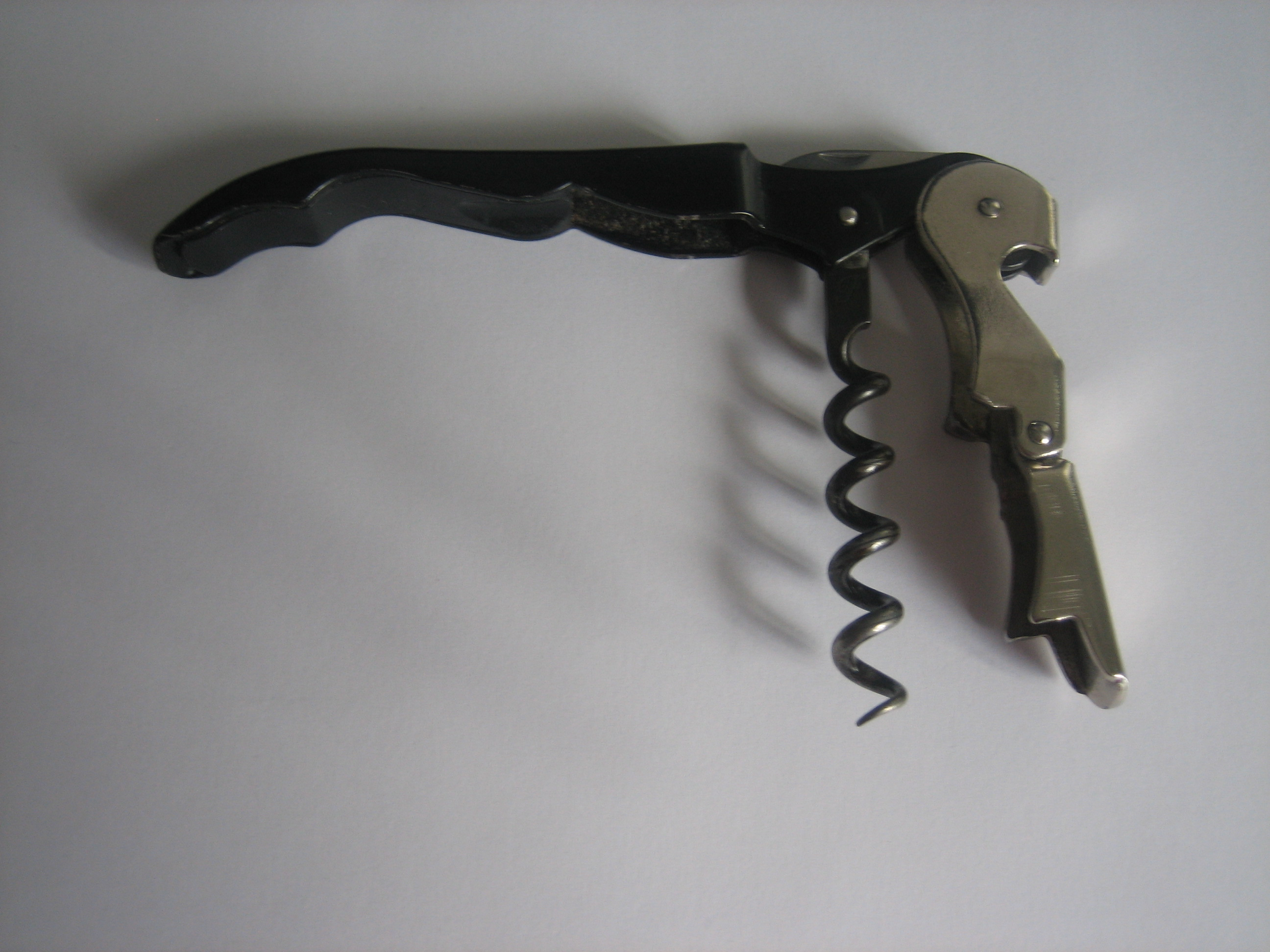
Tirbușonul somelierului este un instrument important în această profesie.

Somelier este o persoană responsabilă cu administrarea și servirea vinurilor într-un restaurant sau o cramă.